# Phoque gris
Halichoerus grypus
Genre
Espèce
Répartition géographique
Statut de conservation UICN

 LC  : Préoccupation mineure
Le Phoque gris (Halichoerus grypus) est un mammifère carnivore, de la famille des Phocidés. C'est la seule espèce du genre Halichoerus.

## Caractéristiques

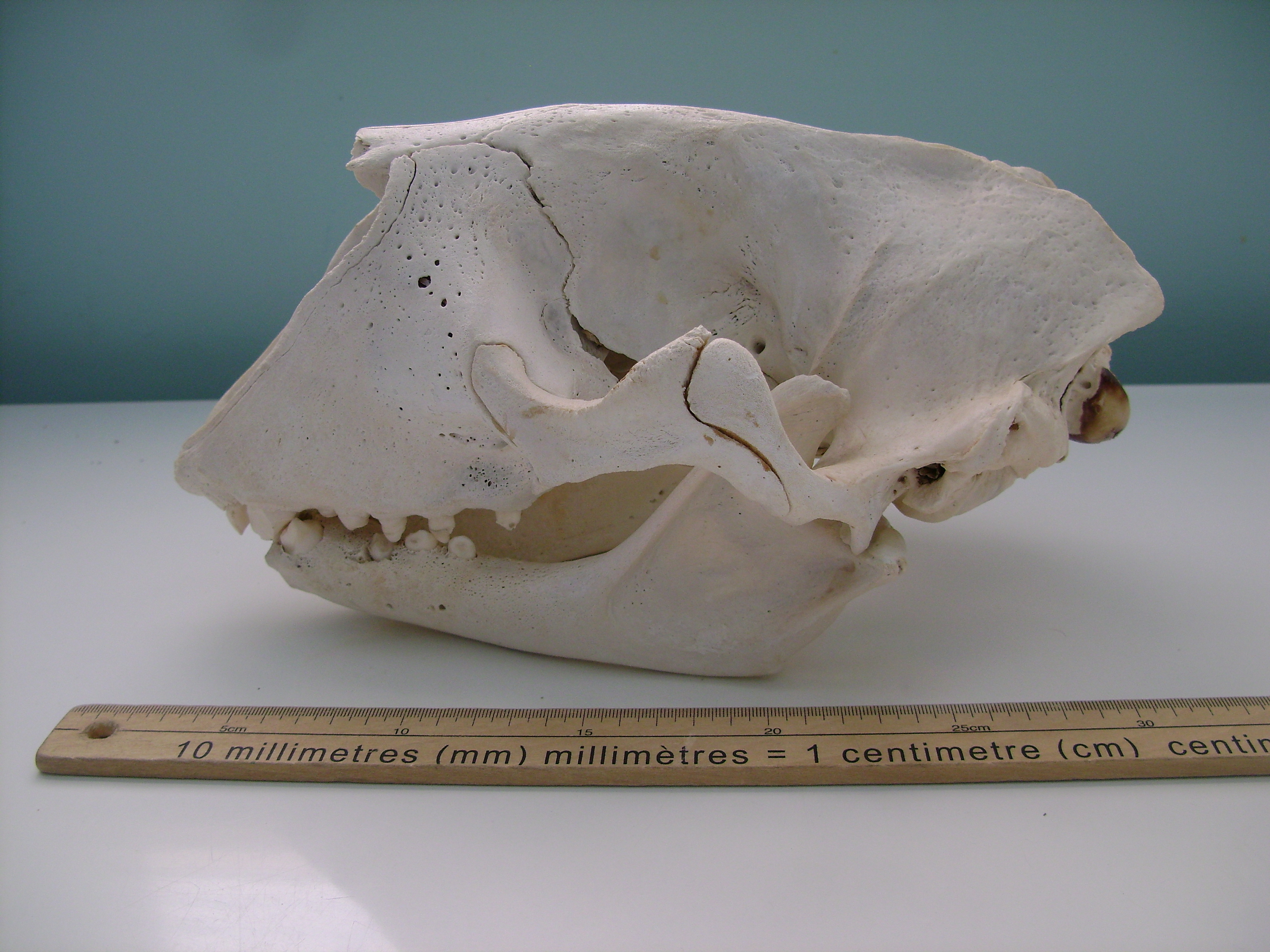
Crâne de Halichoerus grypus

Le Phoque gris mâle adulte mesure de 2,50 à 3,30 m et pèse de 170 à 310 kg tandis que la femelle atteint 2 m et 190 kg. Leur corps est trapu et fusiforme. Leurs yeux sont relativement petits par rapport au reste du corps. Les pattes sont palmées, larges, courtes et épaisses.

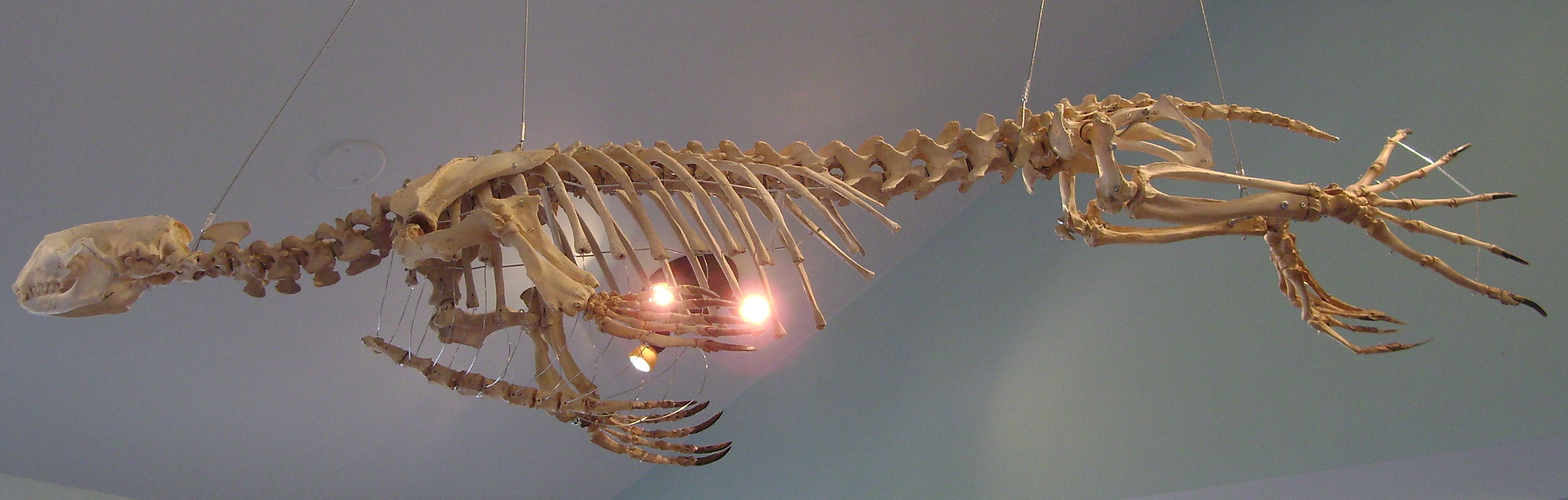
Squelette de phoque gris exposé à la Station exploratoire du Saint-Laurent, à Rivière-du-Loup

La coloration du Phoque gris présente une variété de tons de gris avec un dimorphisme sexuel visible. Les mâles ont une fourrure à poils courts gris foncé presque noir parfois avec des taches plus claires, les femelles étant plus claires avec des taches foncées.
Le jeune, qui à la naissance mesure entre 90 et 105 cm et pèse de 11 à 20 kg, est couvert d'un fin pelage laineux blanc (lanugo), ce pourquoi on le nomme parfois «blanchon». Ce dernier grandira assez rapidement, gagnant de 1,2 à 2 kg par jour.

## Écologie et comportement

### Régime alimentaire
Le Phoque gris est opportuniste, il se nourrit de ce qui est disponible. Il mange donc toutes sortes de poissons côtiers et hauturiers, ainsi que quelques mollusques.

### Apnée
La plupart des animaux ont développé différents moyens pour contrôler la quantité d'oxygène présente dans le sang et les tissus. On pensait notamment que les mammifères et les oiseaux ne détectent pas directement la concentration de l'oxygène mais plutôt celle du dioxyde de carbone (CO2), ce qui pose un défi particulier pour les animaux aquatiques qui passent la majeure partie de leur vie sous l'eau en retenant leur respiration, un état qui peut entraîner une accumulation dangereuse de CO2 (hypercapnie) et un manque d'oxygène (hypoxie). En 2025, on a pu montrer que les phoques gris détectent directement le taux d'oxygène dans leur sang et adaptent leur comportement de plongée en conséquence, indépendamment de la quantité de CO2 présente,.

### Reproduction
Certaines femelles atteignent la maturité sexuelle à 3 ans, mais la plupart ne l'atteindront qu'à leur cinquième année. Les mâles, eux, sont sexuellement matures entre 3 et 4 ans, mais s'accouplent rarement avant l'âge de 8 ans, en raison de la compétition pour les femelles. Une fois assez gros pour maintenir un harem en tenant les autres mâles à l'écart, le Phoque gris s'accouple avec autant de femelles que possible.
La période de reproduction varie selon les régions. Par exemple, sur les côtes de Grande-Bretagne, les accouplements ont lieu entre septembre et décembre, alors que sur les côtes canadiennes, c'est entre décembre et février que ces phoques procréent.
Après une période de gestation durant généralement 11,3 mois, incluant la période de diapause du blastocyste, les femelles mettent bas sur la terre ferme ou sur la glace. Elles mettent au monde un petit, parfois deux.
Les chiots sont allaités pendant trois semaines environ, à la suite desquelles ils perdent leur lanugo, fourrure douce et soyeuse de couleur crème.

### Prédateurs et parasites
Orques, requins et ours polaires peuvent s'attaquer aux phoques gris de tous âges. Les jeunes peuvent également être les proies d'oiseaux tels le Pygargue à tête blanche ou la Corneille d'Amérique.
Le Phoque gris est l'hôte de nombreux parasites. On trouve parmi ces derniers plusieurs anisakidés (Marcogliese et al., 1996), le principal étant le Ver de la morue (Pseudoterranova decipiens).

## Habitat et répartition
Le Phoque gris vit uniquement dans la zone tempéré de l'hémisphère nord, il y fréquente les zones côtières, aussi bien les estuaires sablonneux que les îlots rocheux.

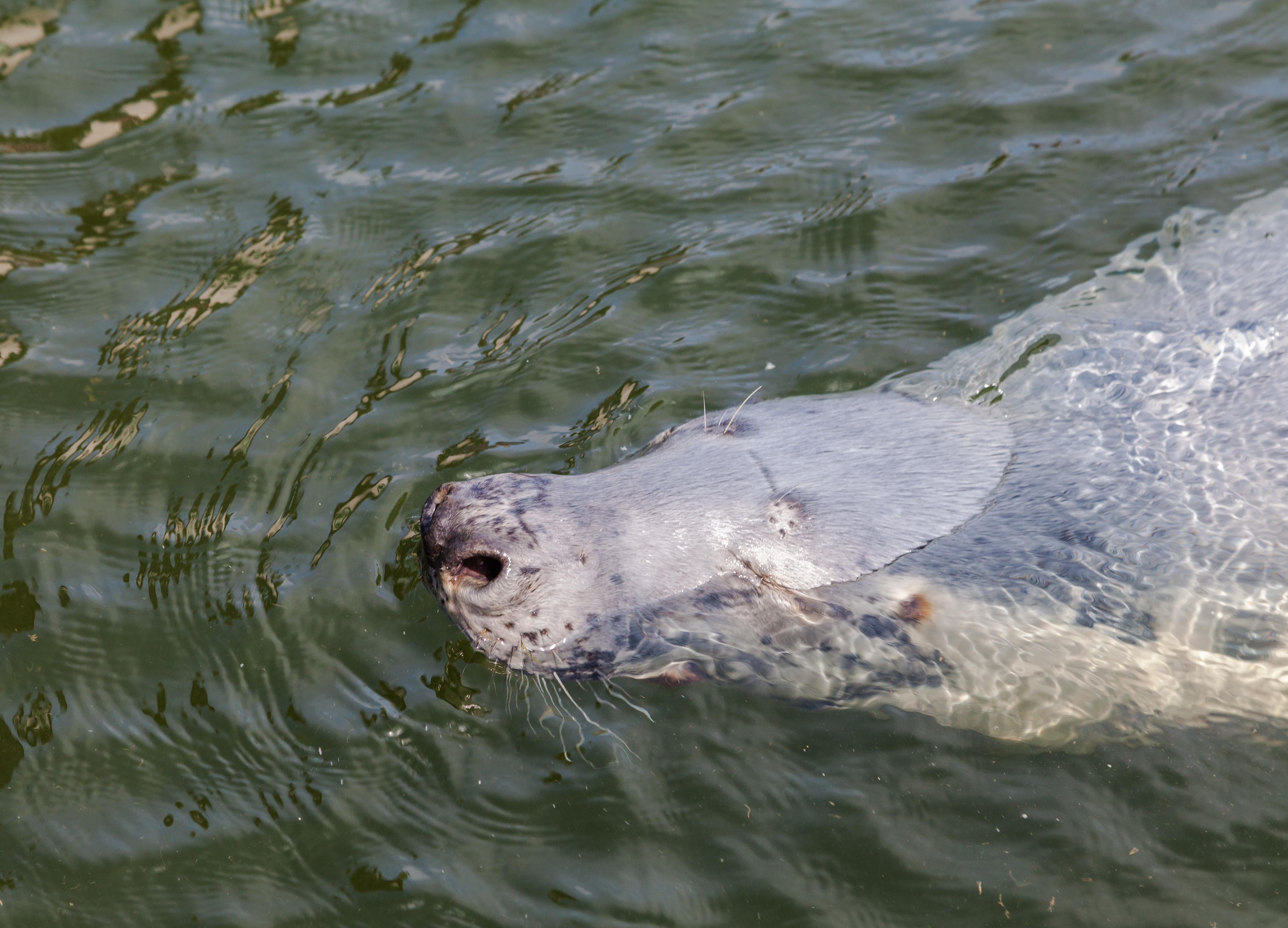
Un phoque gris en Pologne.

Le Phoque gris vit dans les eaux subarctiques et tempérées froides de l'Atlantique Nord. On le retrouve en Amérique du Nord, en Europe du Nord et en mer Baltique.
En Europe, les grandes colonies sont situées en Angleterre, en Irlande et en Écosse.
Le Phoque gris et le Veau marin sont les seules espèces de phoques qu'il est possible d'apercevoir sur certaines plages du Nord et du Nord-Ouest de la France. En France, il existe des petites colonies sur les côtes bretonnes et plus particulièrement sur l'archipel de Molène et l'archipel des Sept-Îles. Des phoques gris ont été observés dans la partie est de la Manche et dans la zone sud du golfe de Gascogne.
La présence du Phoque gris est attestée en France depuis le XVIIIe siècle, mais il est probablement présent depuis des milliers d'années.
Le Phoque gris est également présent dans les eaux de la côte est canadienne, où il est assez commun. Dans les eaux canadiennes, la population est en constante augmentation depuis les années 1960. En 2014, on l'estimait à environ 500 000 individus.

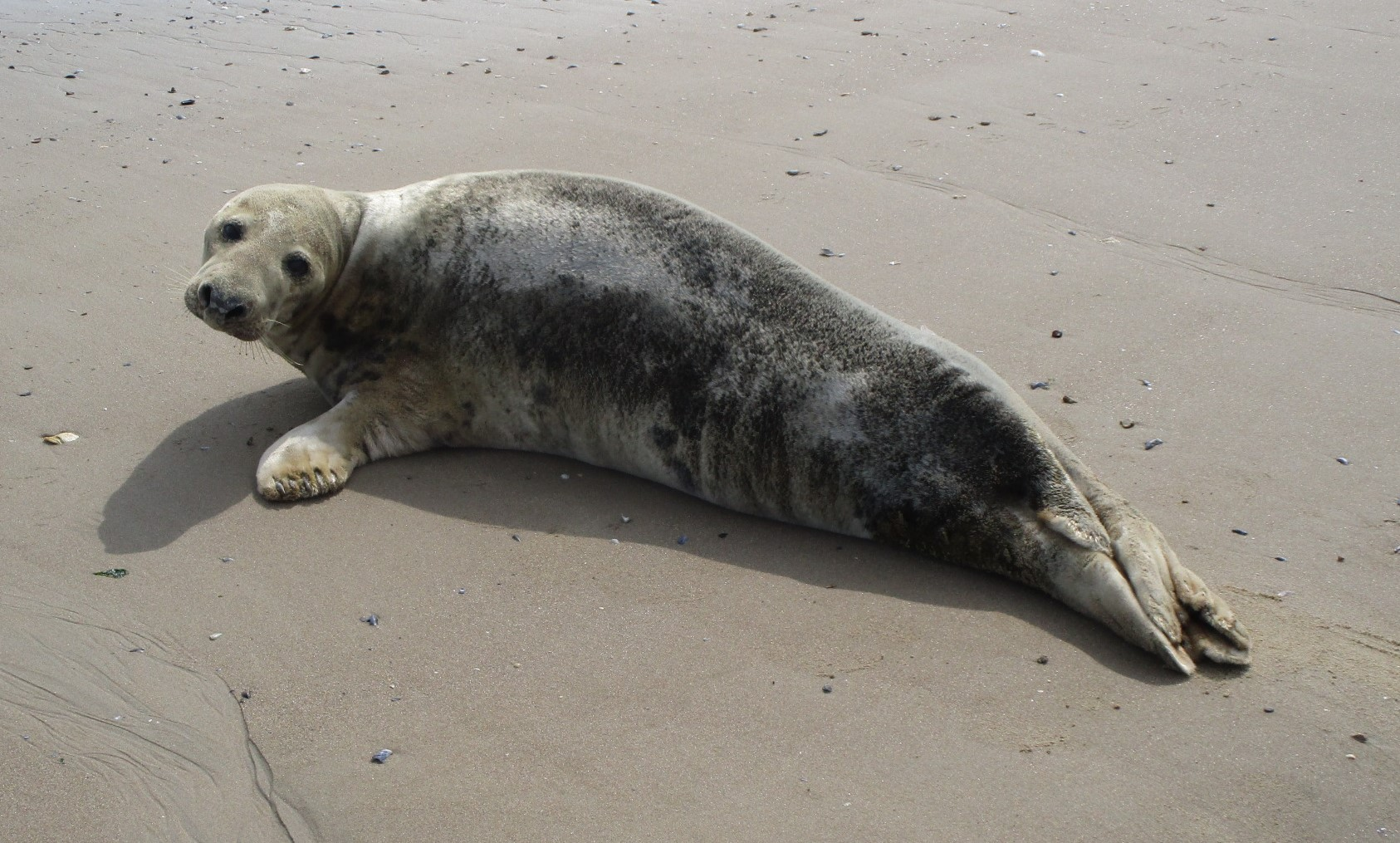
Phoque gris à Dunkerque (11 août 2021).

## Classification
Cette espèce est répartie en deux sous-espèces :
- Halichoerus grypus grypus, qui vit dans l'Atlantique Nord ;
- Halichoerus grypus macrorhynchus, qui vit dans la mer Baltique.

## Menaces et conservation
Longtemps chassé par l'espèce humaine pour sa fourrure et sa graisse, notamment au XIXe siècle, le Phoque gris a disparu de nombreuses régions de son aire normale de répartition. Il est actuellement protégé par des réglementations nationales et internationales, mais continue à souffrir de prises involontaires, de braconnage (tir au fusil) et de la pollution (du fait de sa position dans le haut de la chaîne alimentaire, son organisme est particulièrement chargé en polluants marins).